# Vitamina D

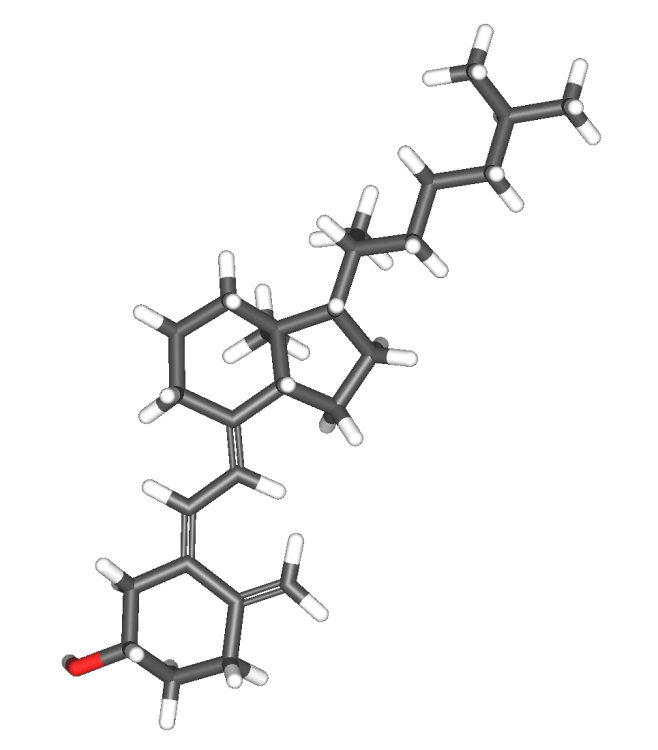
Colecalciferol (D₃)

La vitamina D, també coneguda com a calciferol, és un heterolípid insaponificable del grup dels esteroides. Se l'anomena també vitamina del raquitisme, ja que el seu dèficit provoca aquesta malaltia. El dèficit de vitamina D és el defecte nutricional més freqüent entre la població espanyola.
Les dues formes principals i fisiològicament més rellevants de la vitamina D és la vitamina D₂ (ergocalciferol) i la vitamina D₃ (colecalciferol). La vitamina D sense número infraescrit es refereix a D₂ a D₃ o a les dues formes.
És una provitamina soluble en greixos i es pot obtindre de dues maneres:
- Per mitjà de la ingesta d'aliments que continguen aquesta vitamina, per exemple la llet i els ous. Els bolets exposats a la llum solar poden proporcionar més del 100% de la quantitat diària recomanada de vitamina D.[1]
- Per la transformació de l'ergosterol (propi dels vegetals) quan reacciona amb la radiació solar.

Com ja s'ha dit la carència d'esta vitamina produeix el raquitisme en nens, o osteomalàcia en adults (aquestes patologies consisteixen en la deformitat dels ossos). La vitamina D és l'encarregada de regular el pas dels ions de calci (Ca2+) als ossos. Per això si la vitamina D falta, aquest pas no es produeix i els ossos comencen a debilitar-se i a corbar-se produint-se malformacions irreversibles. Aquesta malaltia afecta especialment els xiquets.
El calci contribueix al manteniment dels nivells normals de calci i fòsfor en el torrent sanguini.
Formes de vitamina D:
- Vitamina D1: lamisterol
- Vitamina D₂: ergocalciferol (obtingut de l'ergosterol)
- Vitamina D₃: colecalciferol (obtingut del 7-deshidrocolesterol)
- Vitamina D₄: dihidrotaquisterol (22:23-dihidrovitamina D2)
- Vitamina D₅: 7-dehidrocitosterol irradiat

## Vitamina D, llum solar i color de la pell
Hi ha diverses formes d'aquesta vitamina. La vitamina D₂ es deriva de l'ergosterol en la dieta, mentre que la vitamina D₃ es deriva del colesterol via 7-dehidrocolesterol. Els raigs ultraviolats de la llum solar són els responsables de la producció d'ambdues formes de vitamina. Tanmateix, en certes parts del món amb limitada quantitat de llum solar (p.e. les Illes Britàniques) hi ha la possibilitat que la quantitat de vitamina D no sigui sempre suficient. Per a prevenir aquesta possibilitat, la llet s'enriqueix actualment amb la vitamina D₂. Una deficiència de vitamina D condueix al raquitisme que és un afebliment dels ossos a causa de la falta de mineralització.
La forma activa de la vitamina és el calcitriol que és una síntesi tant de la forma D₂ o D₃ en els ronyons. Com a resultat de la seua actuació, es produeix el manteniment dels nivells de calci i fòsfor en els ossos i la sang amb l'assistència de l'hormona paratiroidal i la calcitonina.
Pel fet que els nivells de síntesi de cacitriol en última instància depenen de l'exposició al sol, les persones de pell fosca que viuen en regions pobres de sol poden patir històricament de falta de vitamina D. La protecció contra la falta de vitamina D i, per tant, contra el raquitisme, pot ser la raó per la qual les persones de pell clara es van desenvolupar en les regions més ennuvolades.
Els primers treballs per a aïllar la vitamina D i determinar el seu paper en el raquitisme es van dur a terme per Edward Mellanby durant els anys 1918 i 1920.
La deficiència de vitamina D, pot causar també:
- Osteoporosi: caracteritzada per ossos fràgils.
- Osteomalàcia: una malaltia que debilita els ossos en adults i que és semblant al raquitisme.

La malnutrició de vitamina D també pot estar lligada a malalties cròniques com el càncer (pit, ovari, còlon i pròstata), dolor crònic, debilitat, fatiga crònica, malalties autoimmunitàries com l'esclerosi múltiple i la diabetis tipus 1, elevació de la pressió arterial, malalties mentals, trastorns afectius, artritis reumatoide, psoriasi, tuberculosi i malaltia inflamatòria de l'intestí.

## Provitamina D

Primer pas de la biosíntesi del calciferol (vitamina D-2) a partir de la provitamina D-2

La provitamina D és una provitamina, una molècula orgànica. Les provitamines són precursores de les vitamines i es caracteritzen pel fet que han de ser transformades pel metabolisme per tal de ser aprofitades. Hi ha diferents tipus de provitamina D, per exemple la provitamina D-3, de la que s'obté el colcalciferol o vitamina D-3, o la provitamina D-2 que transformem en calciferol, també anomenada vitamina D-2.